# ニコライ・ツィスカリーゼ
ニコライ・マクシモヴィチ・ツィスカリーゼ（ロシア語: Николай Максимович Цискаридзе; グルジア語: ნიკოლოზ ცისკარიძე、Nik'oloz Cisk'aridze）はロシアのバレエダンサー、バレエ教師。ロシア連邦人民芸術家。1992年にボリショイ・バレエ入団。2014年からワガノワ・バレエ・アカデミー校長。

## 経歴

### 生い立ち

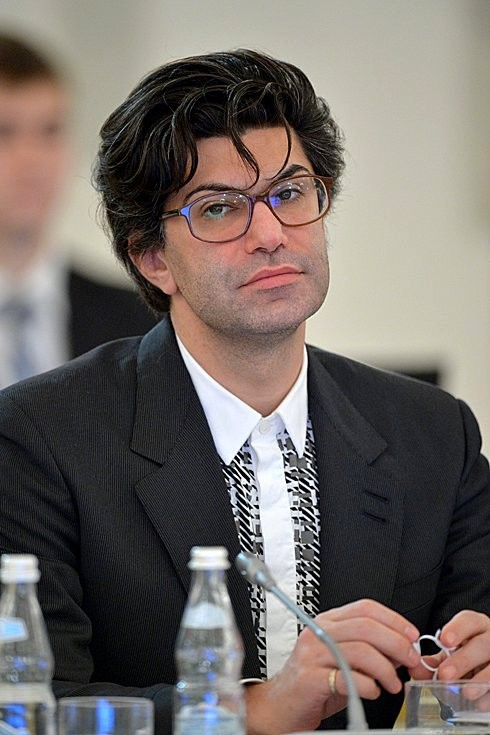

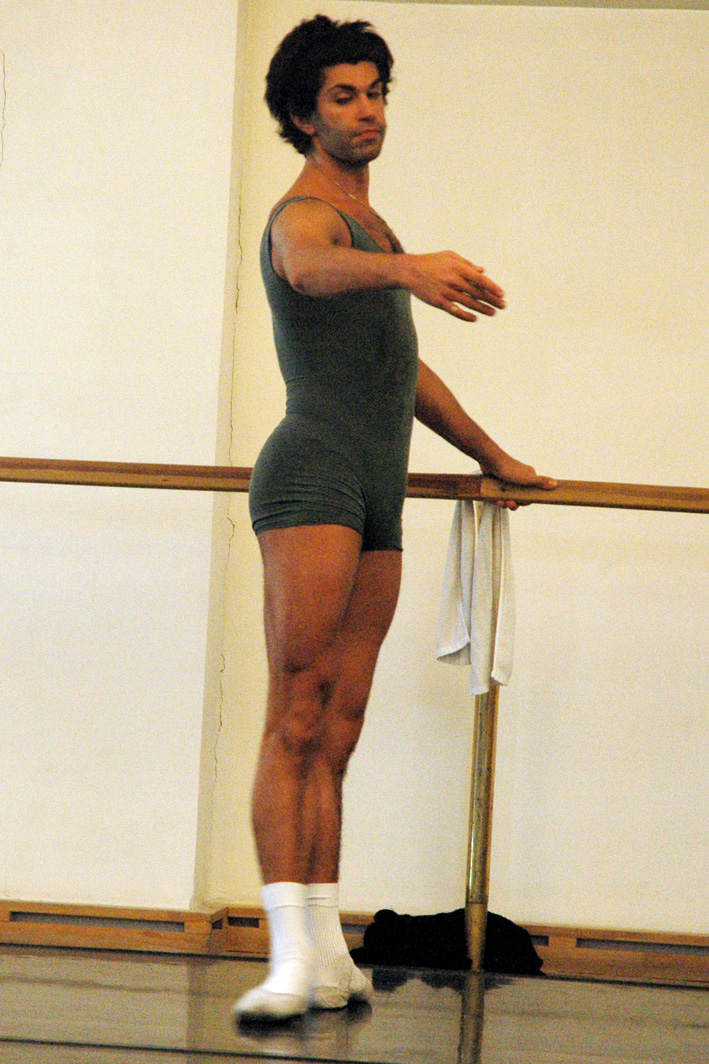
2008年

1973年、ソビエト連邦グルジア・ソビエト社会主義共和国の首都トビリシで物理学者の母ラマラ・ニコラエヴナ・ツィスカリーゼのもとに生まれる。母は出産当時42歳で、オブニンスク原子力発電所で働いており、のちにトビリシ第162番学校の教師になった。
父親が誰であるか知らずに育ったが、母が亡くなって5年後、おばによって父の名を知ることとなり、20年に渡り隣人だったバイオリニストと異母兄弟であることが判明。

### 活動歴
1984年、トビリシ・バレエ学校に入学。
1987年、母の後押しでモスクワに送られボリショイ・バレエ・アカデミーに編入。ヴラジーミル・マラーホフらを育てた名教師ピョートル・ペストフに師事。
1992年にアカデミーを卒業した後は、ユーリー・グリゴローヴィチに認められボリショイ・バレエ団に入団。ソ連最高のバレリーナと謳われたガリーナ・ウラノワや、アグリッピナ・ワガノワの一番弟子マリナ・セミョーノワらに師事。
1995年、プリンシパル昇格。以後、世界各国で活躍。ロシア国内でも人気を博し、ロシア版ダンシング・ウィズ・ザ・スターズなどの人気テレビ番組に多数出演するようになる。
2001年、最年少でロシア人民芸術家の称号を獲得。
2013年6月、ボリショイ劇場とのプリンシパルダンサー兼バレエ教師としての契約が終了すると、10月にはワガノワ・バレエ・アカデミー校長代理に就任。以後、後進の育成に専念。

### 暴行スキャンダル
2013年1月17日、ボリショイ・バレエ団の芸術監督（当時）セルゲイ・フィーリンが何者かによって顔に硫酸をかけられる暴行事件が発生。2011年にフィーリンと芸術監督の座を争ったツィスカリーゼも事情聴取されたが、彼には事件当日に強力なアリバイがあった。
6月30日、ツィスカリーゼとボリショイ劇場の契約が満了。ツィスカリーゼは以前からボリショイが古典レパートリーを海外の現代作品に置き換えたことを公然と批判しており、そのため彼と彼の生徒たちは役を与えられないなど不遇をかこっていた。またツィスカリーゼはボリショイ劇場の総工費500億円超にも及んだ大型改修工事を「昔は金箔だったのに今は金色のペンキで装飾されている」「バレリーナを持ち上げたら頭がぶつかりそうなほどリハーサル室の天井が低い」など相次ぎ批判、上層部と緊張関係にあった。
結局、ツィスカリーゼの生徒アンジェリーナ・ヴォロンツォーワと恋愛関係にあったソリストのパーヴェル・ドミトリチェンコが、暴行実行犯に犯行を依頼したとして6年の懲役となったが、ドミトリチェンコを慕う団員は多く、何者かか彼らの評判を落とすため仕組んだと考える者も多くあった。そのためドミトリチェンコは刑期を終え再びボリショイ劇場への出入りが可能となっている。

### 公的地位
2011年7月、大統領の文化芸術評議会のメンバーに任命される。
2013年10月、ウラジーミル・メジンスキー文化大臣の推薦でワガノワ名称国立ロシアバレエアカデミーの校長代理に任命され、1年後の2014年11月、教授陣・学生・学校の食堂労働者などを含む244票のうち、賛成227票で校長就任 。
2014年、モスクワ国立法律アカデミー（ロシア語: Московский государственный юридический университет）（МГЮА）で法学修士号を取得。
2014年3月、ロシアとウクライナとの軍事衝突に関し、ウラジーミル・プーチン大統領を支持する書簡に署名。